# Kiidi
Kiidi – wieś w Estonii, w prowincji Võru, w gminie Rõuge.